# قماش مطوط
القماش المَطُوط هو قماش اصطناعي قابل للتمدد. الأقمشة المطوطة إما أن تكون قابلة للتمدد في اتجاهين أو أربع اتجاهات.